# Museu do Ouro de Quimbaya
O Museu do Ouro de Quimbaya (Museo del Oro Quimbayana na língua local) é uma instituição para a preservação de artefatos arqueológicos pré-colombianas da região de Armênia, na Colômbia. Localizado no município de Armênia, o museu tem uma grande coleção de objetos de ouro, cerâmica e pedra das civilizações pré-colombianas das tribos Quimbaya.
O museu faz parte do "Centro Cultural Armenia", que ainda conta com o "Centro de Documentação Regional da Armênia" e o "Jardim Arqueobotânico", onde está o "Pomar de Plantas Aromáticas e Jardim de Plantas Nativas", tudo administrado pelo Banco de la República.

## Acervo
Seu acervo conta com mais de 350 objetos de ouro, uma centena de objetos de cerâmica, duas dezenas de esculturas feitas de pedra, além de esculturas de madeiras e outros materiais, sendo que as peças mais importante são os Poporos de ouro (aparelhos tradicionais para mascar as folhas de coca) e os vasos zoomórficos (vasos que se parecem com animais). Grande parte da coleção são de peças das tribos Quimbaya, embora outras tribos indígenas são representadas.

## História
A partir do final da década de 1930, o Banco de la República (BRC - da Colômbia) implantou um projeto para a preservação do patrimônio arqueológico colombiano e para isto, iniciou a aquisição de peças desta natureza. Com o acumulo de uma grande coleção, o banco fundou, em julho de 1986, o museu.
O edifício do museu foi projetado pelo renomado arquiteto Rogelio Salmona e em 1988, o imóvel ganhou o "Premio Nacional de Arquitectura de Colombia".
Em 2019, o museu foi fechado para uma grande reforma com previsão de reabertura para 2023.